# Кретова, Кристина Александровна (писательница)
Кристина Александровна Кретова (род. 30 августа 1981, Ленинград, СССР) — российская детская писательница, лауреат Премии «На Благо Мира» (2019), лауреат Большого Детского фестиваля (2021).

## Биография
Кристина Кретова родилась 30 августа 1981 года в Санкт-Петербурге.
Первой книгой, которую писательница выпустила в Издательстве «Питер», стала «Аста-Ураган. Географические приключения». Книга стала бестселлером в первый месяц продаж по версии Ozon.ru, а продолжение истории («Аста-Ураган. Путешествие по России») попало в списки самых ожидаемых книг 2019 года.
Про сказку о синеволосой русалке Лине-Марлине был поставлен спектакль и создан мультфильм, озвученный Сергеем Безруковым.
В 2019 году книга «Друг за друга» — стала лауреатом в номинации «Познавательная литература» в рамках премии за доброту и искусство «На благо мира».
В 2021 году в Петербурге на Книжных аллеях прошла выставка «Портреты великих женщин», приуроченная к выходу книги писательницы «Антихрупкие: женщины в истории России».
В 2022 году рамках "ЭХО Большого детского фестиваля" проводила мастер классы и творческие встречи для детей. Также на фестивале была представлена книга «Антихрупкие. Женщины в истории России».
В 2023 году участвовала в делегации Всероссийского фестиваля книжной культуры «Книжные маяки России». В рамках фестиваля книжная экспедиция совершает путешествие с культурной программой по всей России — от Санкт-Петербурга до Владивостока.
Кристина Кретова пишет колонки о детской литературе в издании Собака.ру. В своих произведениях писательница популяризирует географию и путешествия по России.
Книги Кристины Кретовой публикуются в издательствах Питер, Эксмо, Scentbook. Тираж по состоянию на 2023 год составляет более 188 000.
Книги входят в каталоги «100 лучших новых книг для детей и подростков» библиотеки им. А.П. Гайдара и в «Библиогид» Российской государственной детской библиотеки.

## Книги
- Приключения мышонка Недо на Ладоге. Географические сказки
- Приключения Единорожка Эко
- Сестра лучше, чем все карусели мира
- Приключения мышонка Недо в Санкт-Петербурге, или Квест коня Александра Невского. Географические сказки
- Секреты старого особняка.
- Книга-котострофа: Кот и Новый год! Полезные сказки.
- НОВОГОДНЕЕ ПУТЕШЕСТВИЕ ЗАЙЧАТ: книга c 12 ароматными иллюстрациями.
- Антихрупкие: женщины в истории России
- Лина-Марлина
- Лина-Марлина. Сказка-Раскраска
- Аста-Ураган: Географические приключения
- Аста-Ураган: Путешествие по России
- Квест. Аста-Ураган в России. 100 веселых заданий, лабиринты, карты, игры с наклейками.
- Аста-Ураган. Путешествие вокруг света
- «Война vs Детство» - антимилитаристский графический роман о войне глазами детей
- Друг За Друга
- Будь здоров! Как стать суперсильным, быстрым и побеждать в гонках
- Про Барабашку, трын-траву и смелого Петю
- Приключения мышонка Недо в Калининграде или квест мышиного короля. Полезные сказки
- Приключения мышонка в библиотеке. Полезные сказки
- Приключения щенка на Красной площади. Полезные сказки
- Приключения снегиря в Африке. Полезные сказки
- Приключения котёнка в Петербурге. Полезные сказки